# Kenneth To
Kenneth To, född 7 juli 1992 i Hongkong, död 18 mars 2019 i Gainesville, Florida, USA, var en australisk-hongkongsk simmare.
To föddes i Hongkong men flyttade till Australien vid två års ålder och flyttade sedan tillbaka till födelselandet 2016 och började representera Hongkong från 2017. Hans största internationella merit var ett VM-silver med Australien i medleylagkappen vid VM i Barcelona 2013. To är innehavare av flera nationsrekord för Hongkong. 
To dog efter ett träningspass i Florida 2019 efter att ha känt sig illamående och fördes till sjukhus där han dödförklarades.